# Dapčevački Brđani
Dapčevački Brđani – wieś w Chorwacji, w żupanii bielowarsko-bilogorskiej, w mieście Grubišno Polje. W 2011 roku liczyła 50 mieszkańców.